# Elasis
Elasis je biljni rod iz porodice komelinovki (Commelinaceae). Postoje dvije vrste, jedna iz Ekvadora u Južnoj Americi i jedna iz Srednje Amerike, od južnog Meksika do Nikaragve.

## Vrste
1. Elasis guatemalensis (C.B.Clarke) M.Pell.
2. Elasis hirsuta (Kunth) D.R.Hunt